# Comuna Kukljica, Zadar
Kukljica este o comună în cantonul Zadar, Croația, având o populație de 714 locuitori (2011).

## Demografie
Componența etnică a comunei Kukljica
     Croați (96,08%)
     Necunoscut (0%)
     Neclasificat (3,22%)
Componența confesională a comunei Kukljica
     Catolici (93,84%)
     Musulmani (2,52%)
     Fără religie și atei (1,26%)
     Necunoscută (1,12%)
     Alte religii (1,26%)
Conform recensământului din 2011, comuna Kukljica avea 714 locuitori. Din punct de vedere etnic, majoritatea locuitorilor (96,08%) erau croați. Din punct de vedere confesional, majoritatea locuitorilor (93,84%) erau catolici, existând și minorități de musulmani (2,52%) și persoane fără religie și atei (1,26%). Pentru 1,12% din locuitori nu este cunoscută apartenența confesională.